# Boletina insulana
Boletina insulana är en tvåvingeart som beskrevs av Zaitzev, Jakovlev och Polevoi 2006. Boletina insulana ingår i släktet Boletina och familjen svampmyggor. Inga underarter finns listade i Catalogue of Life.